# Sakura Fantasy
Sakura Fantasy — компьютерная эротическая игра в жанре юри, разработанная компанией Winged Cloud для платформы Microsoft Windows, выпущенная в 2015 году.

## Сюжет
История разворачивается вокруг молодой девушки, стремящейся стать рыцарем, однако её судьба меняется, когда главная героиня встречается с загадочной императрицей, упавшей с небес на звезде.